# Вітаутас Сакалаускас
Вітаутас Сакалаускас (лит. Vytautas Sakalauskas; рос. Сакалаускас Витаутас Владович; 24 квітня 1933, Каунас, Литва — 29 травня 2001, Вільнюс, Литва) — литовський радянський партійний та державний діяч, голова Ради міністрів Литовської РСР (1985-1990). Кандидат у члени ЦК КПРС у 1986—1990 роках. Депутат Верховної ради СРСР 9—11-го скликань (1974—1989).

## Життєпис

### Освіта
Закінчив в 1957 механічний факультет, а в 1964 — факультет промисловості та економіки Каунаського політехнічного інституту.

### Кар'єра
З 1957 року — на Каунаському заводі спеціальних верстатів «Пріекалас»: старший майстер, начальник дільниці, головний інженер, директор заводу.
Член КПРС від 1960 року.
У 1963—1965 роках — заступник начальника Управління машинобудування Ради народного господарства (раднаргоспу) Литовської РСР.
У 1965—1969 роках — заступник завідувача, завідувач промислово-транспортного відділу ЦК КП Литви.
У 1969—1974 роках — голова виконавчого комітету Вільнюської міської ради депутатів трудящих.
У 1974—1983 роках — 1-й секретар Вільнюського міського комітету КП Литви.
У 1983—1984 роках — перший заступник голови Ради Міністрів Литовської РСР.
У 1984—1985 роках — інспектор ЦК КПРС.
З 18 листопада 1985 по 11 березня 1990 року — голова Ради Міністрів Литовської РСР.
У 1990—1992 роках — радник-посланник з економічних питань посольства СРСР (Російської Федерації) у Мозамбіку.
З 1992 року працював на Балтійській біржі (Baltijos birža), в 1993—1997 роках — президент Балтійської біржі.

## Нагороди та звання
- орден Жовтневої Революції
- два ордени Трудового Червоного Прапора
- орден «Знак Пошани»